# Martin Lücker

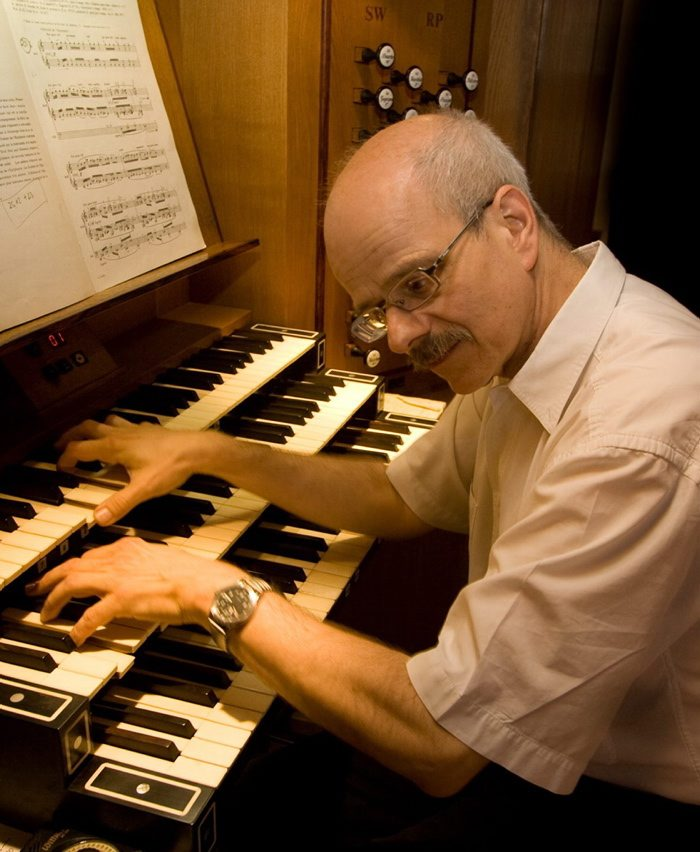
Martin Lücker an der Orgel der Katharinenkirche, Frankfurt am Main, 2008

Martin Lücker (* 11. Oktober 1953 in Preußisch Oldendorf) ist ein deutscher Organist, Kirchenmusiker und emeritierter Professor für Künstlerisches Orgelspiel und Methodik/Didaktik des Orgelunterrichtes an der Musikhochschule in Frankfurt am Main. Seit 1983 ist er Organist an der traditionsreichen evangelischen St.-Katharinen-Kirche in Frankfurt am Main.

## Leben
Lücker stammt aus einer Ärztefamilie. Er hat drei Geschwister.
Er studierte Orgel in Hannover und Wien, Cembalo in Boston und Dirigieren in Detmold. Zu seinen Lehrern gehörten der Straubeschüler Wolfgang Auler, der Ramin-Schüler Volker Gwinner, später war Lücker Schüler von Anton Heiller in Wien. Von 1975 bis 1982 war er zunächst Dozent an der Hochschule für Kirchenmusik Herford, 1979 bis 1983 war er Kapellmeister und Korrepetitor am Landestheater  Detmold und am Frankfurter Opernhaus. 1983 wurde er als Nachfolger von Ingrid Stieber an die Katharinenkirche berufen. Bis 1998 leitete er dort auch die Kantorei St. Katharinen. Von August 2011 bis Dezember 2015 war Lücker Leiter des Figuralchors Frankfurt.
Seit 1988 lehrt er an der Musikhochschule in Frankfurt am Main das Fach Orgel, von 1998 bis 2016 als Inhaber der Professur für Künstlerisches Orgelspiel und Methodik/Didaktik des Orgelunterrichtes. Er gibt regelmäßig Konzerte, darunter seit 1983 die Konzertreihe 30 Minuten Orgelmusik mit freiem Eintritt, die zweimal wöchentlich ein Stammpublikum in der Katharinenkirche versammelt. Seit dem 1. April 2023 führt Lücker als „Senior Organist“ an St. Katharinen die Reihe „30 Minuten Orgelmusik“ weiter, die am 27. Juni 2024 ihr 4000. Jubiläum feiert.
Schon bevor er mit 21 Jahren die A-Prüfung ablegte, hatte er vier Preise bei internationalen Wettbewerben gewonnen, nämlich den 3. Preis und den Preis des Publikums beim Internationalen Orgelwettbewerb in Brügge, den 1. Preis beim Wettbewerb der Internationalen Orgelwoche Nürnberg, den 3. Preis beim ARD-Wettbewerb in München und den Felix-Mendelssohn-Bartholdy-Preis der Stiftung Preußischer Kulturbesitz 1974. 1997 war er Juror des Wettbewerbs in Brügge und 1998 des Johann-Pachelbel-Wettbewerbs der Orgelwoche Nürnberg.
Das von Lücker herausgegebene Frankfurter Orgelbuch – sieben zeitgenössische Orgelstücke, komponiert anlässlich der 1200-Jahr-Feier von Frankfurt am Main – erhielt 1994 den Musikeditionspreis des Deutschen Musikverleger-Verbandes.
Lücker unterhält seit 2008 einen Kanal bei der YouTube, wo er u. a. Mitschnitte der Reihe 30-Minuten Orgelmusik anbietet. Die Zahl der Abrufe lag im Mai 2023 bei über 600.000.

## Diskographie (Auswahl)
- Johann Sebastian Bach, Leipziger Spätwerke. Hänssler CD 92.100
- Johann Sebastian Bach, Eine Weimarer Tonleiter. Hänssler CD 92.091
- Das Frankfurter Orgelbuch, Sieben zeitgenössische Orgelstücke, Melisma MELI 7114-2
- TOP – Werke von Bach, Vivaldi, Stanley u. a. Reinhold Friedrich, Trompete, Hartmut Friedrich, Posaune, Martin Lücker, Orgel. Capriccio 10483